# Bettina Probst
Bettina Probst (* 1965 in Hannover) ist eine deutsche Historikerin und seit 1. November 2020 Direktorin des Museums für Hamburgische Geschichte. 

## Leben
Nach dem Studium der Geschichte und Lateinamerikanistik in Berlin und New Orleans startete sie ihre berufliche Laufbahn als Volontärin im heutigen Deutschen Technikmuseum in Berlin. Von 2002 bis 2012 arbeitete sie als Referentin und Projektverantwortliche in der Generaldirektion der Staatlichen Kunstsammlungen Dresden und leitete dort mehrere große Ausstellungen und internationale Kooperationen. Danach war sie als Stabs- und Projektleiterin in der Stiftung Preußischer Kulturbesitz für die Planung und Präsentation des Ethnologischen Museums und des Museums für Asiatische Kunst im Humboldt Forum im neu errichteten Berliner Schloss verantwortlich.
Im Sommer 2020 wurde sie vom Stiftungsrat der Stiftung Historische Museen Hamburg zur Direktorin des Museums für Hamburgische Geschichte berufen. Sie trat damit die Nachfolge von Hans-Jörg Czech an, der das Haus seit 2016 geleitet und 2019 die Leitung der Stiftung übernommen hatte.